# Luge nos Jogos Olímpicos de Inverno de 2014 - Individual masculino
As competições do individual masculino do luge nos Jogos Olímpicos de Inverno de 2014 foram disputadas no Centro de Sliding Sanki na Clareira Vermelha em Sóchi, entre os dias 8 e 9 de fevereiro.
Albert Demchenko, da Rússia, que conquistou a medalha de prata, foi desclassificado em 22 de dezembro de 2017 devido a violações de doping. No entanto o Tribunal Arbitral do Esporte anulou essa decisão em 1 de fevereiro de 2018 e retornou a medalha ao atleta russo.

## Medalhistas
| Ouro   | GER Felix Loch       |
| Prata  | RUS Albert Demchenko |
| Bronze | ITA Armin Zöggeler   |

## Resultados
| Pos.              | Bib | Atleta                    | 1ª descida | Pos. | 2ª descida | Pos. | 3ª descida | Pos. | 4ª descida | Pos. | Total    | Diferença |
| ----------------- | --- | ------------------------- | ---------- | ---- | ---------- | ---- | ---------- | ---- | ---------- | ---- | -------- | --------- |
| Medalha de ouro   | 10  | GER Felix Loch            | 52.185     | 2    | 51.964     | 1    | 51.613     | 1    | 51.764     | 1    | 3:27.526 | –         |
| Medalha de prata  | 7   | RUS Albert Demchenko      | 52.170     | 1    | 52.273     | 2    | 51.707     | 2    | 51.852     | 2    | 3:28.002 | +0.088    |
| Medalha de bronze | 9   | ITA Armin Zöggeler        | 52.506     | 3    | 52.387     | 3    | 51.910     | 3    | 51.994     | 3    | 3:28.797 | +0.230    |
| 4                 | 12  | GER Andi Langenhan        | 52.707     | 8    | 52.480     | 4    | 52.073     | 7    | 52.095     | 4    | 3:29.355 | +0.331    |
| 5                 | 8   | RUS Semen Pavlichenko     | 52.660     | 6    | 52.593     | 10   | 51.928     | 4    | 52.255     | 5    | 3:29.355 | +0.491    |
| 6                 | 1   | ITA Dominik Fischnaller   | 52.729     | 9    | 52.540     | 5    | 52.007     | 5    | 52.203     | 6    | 3:29.479 | +0.439    |
| 7                 | 16  | RUS Aleksander Peretyagin | 52.675     | 7    | 52.950     | 9    | 52.069     | 6    | 52.161     | 7    | 3:29.495 | +0.397    |
| 8                 | 3   | AUT Reinhard Egger        | 52.564     | 4    | 52.630     | 11   | 52.152     | 9    | 52.160     | 8    | 3:29.506 | +0.396    |
| 9                 | 2   | AUT Wolfgang Kindl        | 52.586     | 5    | 52.714     | 13   | 52.145     | 8    | 52.218     | 12   | 3:29.663 | +0.454    |
| 10                | 6   | LAT Mārtiņš Rubenis       | 52.775     | =11  | 52.560     | 7    | 52.229     | 10   | 52.133     | 5    | 3:29.697 | +0.369    |
| 11                | 11  | CAN Samuel Edney          | 52.783     | 14   | 52.546     | 6    | 52.268     | 11   | 52.180     | 9    | 3:29.777 | +0.416    |
| 12                | 14  | SUI Gregory Carigiet      | 52.775     | =11  | 52.579     | 8    | 52.274     | 12   | 52.167     | 8    | 3:29.795 | +0.403    |
| 13                | 4   | USA Chris Mazdzer         | 52.744     | 10   | 52.643     | 12   | 52.369     | 17   | 52.198     | 10   | 3:29.954 | +0.434    |
| 14                | 5   | GER David Möller          | 52.781     | 13   | 52.865     | 16   | 52.312     | 14   | 52.281     | 15   | 3:30.239 | +0.517    |
| 15                | 18  | AUT Daniel Pfister        | 52.925     | 16   | 52.802     | 14   | 52.306     | 13   | 52.243     | 13   | 3:30.276 | +0.479    |
| 16                | 19  | LAT Inārs Kivlenieks      | 52.872     | 15   | 52.927     | 20   | 52.347     | 16   | 52.379     | 17   | 3:30.525 | +0.615    |
| 17                | 15  | NOR Thor Haug Norbech     | 53.014     | 18   | 52.859     | 15   | 52.345     | 15   | 52.347     | 16   | 3:30.565 | +0.583    |
| 18                | 22  | NOR Tønnes Stang Rolfsen  | 53.043     | 20   | 52.938     | 22   | 52.463     | 19   | 52.466     | 18   | 3:30.910 | +0.702    |
| 19                | 23  | ITA Emanuel Rieder        | 52.981     | 17   | 52.875     | 17   | 52.578     | 22   | 52.511     | 19   | 3:30.945 | +0.747    |
| 20                | 13  | SVK Jozef Ninis           | 53.143     | 22   | 52.932     | 21   | 52.492     | 20   | 52.564     | 21   | 3:31.131 | +0.800    |
| 21                | 17  | LAT Kristaps Maurins      | 53.144     | 23   | 52.923     | 19   | 52.518     | 21   | 52.630     | 23   | 3:31.215 | +0.866    |
| 22                | 25  | USA Tucker West           | 53.142     | 21   | 52.966     | 23   | 52.413     | 18   | 52.696     | 25   | 3:31.217 | +0.932    |
| 23                | 24  | POL Maciej Kurowski       | 53.234     | 25   | 52.988     | 24   | 52.637     | 23   | 52.538     | 20   | 3:31.397 | +0.774    |
| 24                | 27  | USA Aidan Kelly           | 53.275     | 26   | 53.192     | 26   | 52.756     | =24  | 52.576     | 22   | 3:31.799 | +0.812    |
| 25                | 20  | CZE Ondřej Hyman          | 53.222     | 24   | 53.145     | 25   | 52.783     | 26   | 52.708     | 26   | 3:31.858 | +0.944    |
| 26                | 33  | CAN Mitchel Malyk         | 53.367     | 28   | 53.401     | 29   | 52.756     | =24  | 52.633     | 24   | 3:32.157 | +0.869    |
| 27                | 32  | CAN John Fennell          | 53.350     | 27   | 53.561     | 30   | 52.879     | 27   | 52.926     | 29   | 3:32.716 | +1.162    |
| 28                | 28  | UKR Andriy Kis            | 53.533     | 30   | 53.358     | 28   | 53.046     | 29   | 52.859     | 28   | 3:32.796 | +1.095    |
| 29                | 35  | ROU Valentin Creţu        | 53.562     | 31   | 53.297     | 27   | 52.902     | 28   | 53.142     | 32   | 3:32.885 | +1.378    |
| 30                | 31  | JPN Hidenari Kanayama     | 53.626     | 32   | 53.663     | 32   | 53.220     | 31   | 53.074     | 30   | 3:33.583 | +1.310    |
| 31                | 36  | UKR Andriy Mandziy        | 53.653     | 33   | 53.660     | 34   | 53.227     | 33   | 53.062     | 31   | 3:33.602 | +1.298    |
| 32                | 30  | TGA Bruno Banani          | 53.656     | 34   | 53.637     | 33   | 53.162     | 30   | 53.221     | 32   | 3:33.676 | +1.457    |
| 33                | 26  | AUS Alexander Ferlazzo    | 53.528     | 29   | 53.686     | 31   | 53.323     | 32   | 53.507     | 33   | 3:34.044 | +1.743    |
| 34                | 21  | NOR Jo Alexander Koppang  | 53.028     | 19   | 52.894     | 19   | 57.080     | 36   | 52.790     | 34   | 3:35.792 | +1.026    |
| 35                | 37  | KOR Kim Dong-Hyeon        | 54.207     | 36   | 54.603     | 35   | 53.795     | 34   | 53.780     | 35   | 3:36.385 | +2.016    |
| 36                | 29  | MDA Bogdan Macovei        | 54.591     | 37   | 54.271     | 36   | 53.925     | 35   | 53.779     | 36   | 3:36.566 | +2.015    |
| 37                | 38  | IOP Shiva Keshavan        | 53.905     | 35   | 55.203     | 37   | 54.706     | 37er | 53.335     | 37   | 3:37.149 | +1.571    |
| 38                | 34  | BUL Stanislav Benyov      | 55.040     | 38   | 55.006     | 38   | 54.558     | 38   | 54.476     | 38   | 3:39.080 | +2.712    |
| 39                | 39  | TPE Lien Te-an            | 1:02.961   | 39   | 55.315     | 39   | 55.287     | 39   | 54.528     | 39   | 3:48.091 | +2.764    |

Legenda
| Recorde mundial      | Recorde mundial (World record)               |                       | Recorde africano                      | Recorde africano (African) |                                           | Q | Classificado por posição (Qualified) |
| Recorde olímpico     | Recorde olímpico (Olympic record)            | Recorde da América    | Recorde da América (Americas)         | q                          | Classificado por melhor tempo (Qualified) |   |                                      |
| Melhor marca do ano  | Melhor marca do ano (World leading)          | Recorde asiático      | Recorde asiático (Asian)              | DNS                        | Não largou (Did not start)                |   |                                      |
| Recorde nacional     | Recorde nacional (National record)           | Recorde europeu       | Recorde europeu (European)            | DNF                        | Não terminou (Did not finish)             |   |                                      |
| Recorde pessoal      | Recorde pessoal do atleta (Personal best)    | Recorde da Oceania    | Recorde da Oceania (Oceania)          | DSQ / DQ                   | Desclassificado (Disqualified)            |   |                                      |
| Recorde da temporada | Recorde da temporada do atleta (Season best) | Recorde sul-americano | Recorde sul-americano (South America) | NM                         | Sem marca (No mark)                       |   |                                      |